# Deuterixys hansoni
Deuterixys hansoni är en stekelart som beskrevs av Whitfield och Oltra 2005. Deuterixys hansoni ingår i släktet Deuterixys och familjen bracksteklar. Inga underarter finns listade i Catalogue of Life.